# Ujazd (Koszalin)
Ujazd [pronunciación en polaco: /ˈujast/] (en alemán Wilhelmshöhe) es un pueblo ubicado en el distrito administrativo de Gmina Bobolice, dentro del Condado de Koszalin, Voivodato de Pomerania Occidental, en el norte de Polonia occidental. Se encuentra aproximadamente a 9 kilómetros al oeste de Bobolice, 33 kilómetros al sureste de Koszalin, y a 136 kilómetros al noreste de la capital regional Szczecin.
Antes de 1945, el área fue parte de Alemania. Para la historia de la región, véase Historia de Pomerania.
El pueblo tiene una población de 20 habitantes.